# Праздники индуизма
| Праздник             | Дата празднования                                                           | Дата празднования по григорианскому календарю (2008 год) | Описание |
| -------------------- | --------------------------------------------------------------------------- | -------------------------------------------------------- | --- |
| Макара-санкранти     | 14 января                                                                   | 14 января                                                | Макара-санкранти (также имеет другие названия) — единственный праздник в индуизме, основанный на солнечном календаре, а не на лунном. Во время этого праздника принято принимать омовение в Ганге или других реках, и предлагать воду богу Солнца.                        |
| Понгал               | Первый день месяца тая (тамильский календарь)                               | 15 января                                                | Понгал (в буквальном переводе «перекипающий») — праздник в индуизме, празднуемый для выражения благодарности за собранный урожай. В Индии празднуется только в штате Тамил-Наду.                                                                                          |
| Васанта-панчами      | Пятый день пребывающей луны месяца магха (индуистский календарь)            | 22 — 23 января                                           | Васанта-панчами (который бенгальцы называют Сарасвати-пуджа) — празднуется в честь богини мудрости и искусства Сарасвати. |
| Маха-Шиваратри       | Тринадцатый день убывающей луны месяца магха (индуистский календарь)        | 6 марта                                                  | Маха-Шиваратри — великая ночь Шивы. Во время этого праздника, последователи Шивы постятся и предлагают листья билвы Шиве. |
| Холи                 | Полнолуние месяца пхалгуна (индуистский календарь)                          | 21 марта                                                 | Холи или пхагва — популярный весенний праздник. |
| Наваратри            |                                                                             | 12 апреля                                                | Наваратри — праздник поклонения и танца в индуизме. В буквальном переводе с санскрита означает «девять ночей». Во время этого праздника индусы поклоняются различным ипостасям Шакти.                                                                                     |
| Рама-навами          |                                                                             | 13 апреля                                                | Рама-навами — день явления Рамы. |
| Гуди-падва           | Первый день прибывающей луны месяца чайтра (индуистский календарь)          | 6 апреля                                                 | Гуди-падва — Новый год для индусов-маратхи. Празднуется в первый день месяца чайтра. Согласно «Брахма-пуране», в этот день Брахма сотворил мир. |
| Югади                |                                                                             | 6 апреля                                                 | Югади или Угади (на языке каннада означает «начало эпохи») — праздник нового года для жителей Деккана. Отмечается в тот же самый день, что и Гуди-падва. |
| Тамильский Новый год |                                                                             | 14 апреля                                                | Тамильский Новый год — обычно празднуется около 14 апреля по григорианскому календарю. |
| Шигмо                |                                                                             | февраль — март                                           | Шигмо — празднуется в Гоа и является одним из главных праздников для проживающих там индусов конкани. |
| Хануман-джаянти      |                                                                             | 19 апреля                                                | Хануман-джаянти — день рождения Ханумана, преданного Рамы. |
| Ват-пурнима          | Полнолуние месяца джьештха (индуистский календарь)                          | 22 июня                                                  | Ват-пурнима — празднуется в Махараштре. Женщины молятся о благополучии своих мужей, обвязывая верёвками баньяновые деревья. |
| Боналу               |                                                                             | август                                                   | Боналу — праздник последователей шактизма, отмечается в Хайдарабаде в честь Богини-матери. |
| Ратха-ятра           |                                                                             | 4 июля                                                   | Ратха-ятра — крупнейший вайшнавский праздник, связанный с одной из форм Кришны — Джаганнатхой. |
| Гуру-пурнима         | Полнолуние месяца ашадха (индуистский календарь)                            | 29 июля                                                  | Гуру-пурнима — день, в который индуисты совершают пуджу своему гуру. Считается днём рождения Вьясы — составителя Вед, Пуран и «Махабхараты». |
| Махалакшми-врата     |                                                                             | 11 августа                                               | Махалакшми-врата — пуджа, совершаемая замужними индусками ради обретения благословений Махалакшми — богини благосостояния и богатства. |
| Онам                 |                                                                             | 12 сентября                                              | Онам — праздник урожая, который в основном отмечается в индийском штате Керала. Как и большинство других религиозных праздников в Индии, Онам празднуется представителями всех варн и верований.                                                                          |
| Ракша-бандхан        | Полнолуние месяца шравана (индуистский календарь)                           | 16 августа                                               | Ракша-бандхан — праздник, отмечаемый в основном в североиндийских штатах. Ракши является особым праздником, проводимым для укрепления уз любви между братом и сестрой. |
| Кришна-джанмаштами   | Восьмой день убывающей луны месяца шравана (индуистский календарь)          | 24 августа                                               | Кришна-джанмаштами — один из главных праздников индуизма, отмечающий день явления Кришны. |
| Гоури-хабба          |                                                                             | 14 сентября                                              | Гоури-хабба — праздник, отмечаемый в индийских штатах Карнатаке, Андхра-Прадеш и Тамил-Наду. Гоури поклоняются из-за её способности давать мужество своим преданным. Молодожёнов приглашают в дом родителей жениха и подносят им различные блюда индийской кухни.         |
| Ганеша-чатуртхи      | Четвёртый день прибывающей луны месяца бхадрапада (индуистский календарь)   | 3 сентября                                               | Ганеша-чатуртхи — день рождения Ганеши. |
| Радхаштами           | Восьмой день прибывающей луны месяца бхадрапада (древнеиндийский календарь) | 7 октября                                                | Радхаштами — день явления возлюбленной и преданной Кришны. |
| Виджая-дашами        | Десятый день прибывающей луны месяца ашвина (индуистский календарь)         | 9 октября                                                | Виджая-дашами — праздник победы добра над злом. |
| Дивали               | Новолуние в месяц ашвина (индуистский календарь)                            | 28 октября                                               | Дивали сокращение от санскритского слова «дипавали», которое означает «ряд огней». Этот праздник установлен в память убийства Кришной демона Наракасуры, и, согласно другой истории — отмечает возвращение Рамы и Ситы в царство Айодхьи после четырнадцати лет изгнания. |
| Брахмотсавам         | Девять дней течение месяца ашвина                                           | сентябрь — октябрь                                       | Брахмотсавам проводится в честь бога Брахмы, спустившегося на Землю для поклонения Вишну в образе Венкатешвары |
| Бхаубидж             | Второй день прибывающей луны месяца картика (индуистский календарь)         | 11 ноября                                                | Бхаубидж, также называемый Бхайдудж — церемония, обычно проводимая индусами на второй день после Дивали. Представляет собой праздник между братьями и сёстрами, имеющий большое сходство с Ракша-бандхан.                                                                 |
| Картика-пурнима      | Полнолуние месяца картика (ноябрь-декабрь)                                  | 13 ноября                                                | Единственный в своём роде праздник Дев-дипавали проводится в этот же день в Варанаси. Картика-пурнима также празднуется одновременно с Праздником света джайнов и Гуру Нанак джаянти.                                                                                     |
| Чхатх                |                                                                             | 4 ноября                                                 | Чхатх — праздник, изначально происходящий из Бихара, но празднуемый повсеместно. Этот праздник посвящён богу Солнца Сурье, которого просят даровать жизненные блага и исполнить желания.                                                                                  |
| Ятра                 |                                                                             | октябрь — март                                           | Ятра — празднества-паломничества, отмечаемые в индуистских храмах. Мурти выносятся за пределы храма в специальном паланкине или колеснице, называемой ратха. Этот праздник проводится в определённый день в году в каждом индуистском храме.                              |